# 绿洲蜂鸟
绿洲蜂鸟（学名：Rhodopis vesper），是雨燕目蜂鸟科的一种鸟类，为绿洲蜂鸟属（学名：Rhodopis）的唯一一种。
绿洲蜂鸟体重约3.8克，翼长约55.5毫米，嘴峰长约34.8毫米，喙宽度约1.9毫米，喙厚度约1.7毫米，跗蹠长约5毫米，尾长约44.2毫米。绿洲蜂鸟是部分迁徙的鸟类，其栖息在半开放的灌木丛中，食性为草食性，主要食物来源是植物的花蜜。

## 亚种
- ：分布于秘鲁西北部。
- ：分布于秘鲁西部至智利极北部。
- ：分布于智利北部阿塔卡马。[4]